# José Anastacio da Cunha
José Anastácio da Cunha (Lisbona, 11 maggio 1744 – Lisbona, 1º gennaio 1787) è stato un matematico portoghese.

## Biografia
Dal 1773 insegnò matematica all'Università di Coimbra. La sua opera La voce della ragione (A vóz da razào) fu condannata dal Vaticano nel 1778. Di conseguenza egli fu accusato di eresia e trascorse molti anni nelle carceri dell'Inquisizione.
In carcere egli scrisse Principios Mathematicos, una vasta esposizione, costituita di 21 parti, della matematica nella quale riuscì ad essere notevolmente rigoroso. Buona parte dell'opera è dedicata al calcolo infinitesimale, e in essa sono anticipati alcuni dei concetti che saranno trattati sistematicamente da Cauchy.

## Opere
(in lingua portoghese)
- Princípios Matemáticos para instrução dos alunos do Colégio de São Lucas, da Real Casa Pia do Castelo de São Jorge (Lisboa, 1790)
- Carta Físico-Matemática sobre a theorica da pólvora em geral, e a determinação do melhor comprimento das peças em particular, Typographia Commercial Portuense, 1838
- Serrão, J. (org.) Notícias literárias de Portugal, 1780, Seara Nova, Lisboa, 1971
- Ensaio sobre as minas, Arquivo Distrital de Braga/Universidade do Minho, 1994
- Berralho, M. L. Malato; Marinho, C. A. (org.), Obra literária, Campo das Letras, Porto, 2001 (vol. I) e 2006 (vol. II)